# Ankanahalli, Krishnarajanagara
Ankanahalli là một làng thuộc tehsil Krishnarajanagara, huyện Mysore, bang Karnataka, Ấn Độ.